# Koevoet (politie-eenheid)
Koevoet (ook bekend als "South West Africa Police Counter-Insurgency Unit" (SWAPOL-TIN)) was de speciale anti-guerrilla-eenheid van de Zuid-Afrikaanse politie in Namibië, het voormalige Zuidwest-Afrika. De eenheid werd ingezet in het thuisland Ovamboland in het noorden van Namibië, tegen de strijders van de SWAPO. Koevoet was samengesteld uit streng geselecteerde zwarte politieagenten en stond onder bevel van blanke Zuid-Afrikaanse politieagenten en ex-militairen die een speciale anti-terreurtraining hadden gevolgd.
Koevoet werd verantwoordelijk gehouden voor verschillende bloedbaden en schending van mensenrechten in Ovamboland.